# Meriania umbellata
Meriania umbellata är en tvåhjärtbladig växtart som beskrevs av Karst.. Meriania umbellata ingår i släktet Meriania och familjen Melastomataceae. Inga underarter finns listade i Catalogue of Life.